# 26984 Фернанд-Роланд
26984 Фернанд-Роланд (26984 Fernand-Roland) — астероїд головного поясу, відкритий 1 листопада 1997 року.
Тіссеранів параметр щодо Юпітера — 3,160.